# Monasterio Redentorista de Perth
El Monasterio Redentorista (en inglés: Redemptorist Monastery) en el norte de Perth, Australia Occidental, Australia es una iglesia católica construida en 1903 por la Orden Redentorista. La Orden se estableció en Australia Occidental en 1899 a instancias del obispo de Perth  Matthew Gibney. El monasterio y la capilla se encuentra en la calle Vincent y fueron diseñadas por James y Michael Cavanagh, que también diseñó las adiciones al ala este del monasterio en 1911-1912, el santuario y las adiciones de la capilla que se completaron en 1922. 
En su apertura el 13 de septiembre de 1903, el obispo Gibney y el Abad Torres dedicaron la iglesia a San Pedro y San Pablo. 
Los murales en el santuario fueron pintados en 1962 por el artista croata Carl Macek. La casa de retiro adyacente fue terminada en 1967.
El monasterio está construido de piedra caliza de Cottesloe y en el estilo gótico de la arquitectura de la Federación.